# Friedrich Stuhr
Friedrich Wilhelm August Heinrich Stuhr (* 19. Juli 1867 in Schwerin; † 24. Januar 1945 ebenda) war ein deutscher Archivar und Historiker.

## Leben
Friedrich Stuhr wurde als Sohn des Lehrers Heinrich Stuhr (* 1833) und dessen Frau Marie (* 1844) geboren. Nach dem Besuch des Gymnasium Fridericianum in Schwerin studierte er ab 1887 Philosophie an der Universität in Rostock. 1891 folgte die Promotion an der Friedrich-Wilhelms-Universität in Berlin mit dem Thema: „Organisation und Geschäftsordnung des Pisaner und Konstanzer Konzils“.
Ab 1892 startete Stuhrs Arbeitsleben in seiner Heimatstadt. Er begann als wissenschaftlicher Hilfsarbeiter im Mecklenburgischen Geheimen und Hauptarchiv Schwerin. Es folgte ein stetiger Aufstieg: 1895 etatmäßiger Hilfsarbeiter; 1897 Archivar; 1909 Archivrat und 1921 amtierender Direktor. Zum Direktor des Archivs wurde er 1923 ernannt. Von 1926 bis zu seiner Pensionierung 1933 war Stuhr Staatsarchivdirektor. 
1891 wurde Stuhr Mitglied im Verein für mecklenburgische Geschichte und Altertumskunde, außerdem war er Mitglied des Heimatbundes Mecklenburg. 1928 gehörte Stuhr als Archivdirektor zu den Gründungsmitgliedern der Historischen Kommission für beide Mecklenburg. In seiner Amtszeit stand die wissenschaftliche Kommission für die Herausgabe des Mecklenburgischen Urkundenbuches unter seiner Leitung und Verantwortung. Von 1920 bis 1936 fungierte er als Herausgeber der Mecklenburgischen Jahrbücher des Vereins für Geschichte und Altertumskunde. Friedrich Stuhr verstarb in seinem 78. Lebensjahr.
In der Dokumentation des Staatlichen Museums Schwerin zu kriegsbedingt vermissten Kunstwerken des Mecklenburgischen Landesmuseums befindet sich auch seine Archivratsuniform. Diese bestand aus Zweispitz, dunkelblauem Frack mit violettem Samtkragen und ebensolchen Ärmelaufschlägen (darauf eine Goldborte), weißer weit ausgeschnittener Weste, weißer langer Hose mit Goldstreifen, Galadegen mit grobleinenem hellblau gestreiftem Tragegurt.

## Werke (Auswahl)
- Die Organisation und Geschäftsordnung des Pisaner und Konstanzer Konzils. Inaugural-Dissertation Berlin, Schwerin 1891 (Digitalisat auf archive.org).
- Die Bevölkerung Meklenburgs am Ausgang des Mittelalters. In: Mecklenburgische Jahrbücher. Band 58, 1893, S. 232–278 (Volltext).
- Die Kirchenbücher Mecklenburgs. In: Mecklenburgische Jahrbücher. Band 60, 1895, S. 1–110 (Volltext).
- Der Elbe-Ostsee-Kanal zwischen Dömitz und Wismar. In: Mecklenburgische Jahrbücher. Band 64, 1899, S. 193–260 (Volltext).
- Stammtafeln des Geschlechts von Stralendorff. Im Auftrage der Familie bearbeitet. Bärensprung, Schwerin 1917.
- Hundert Jahre des Mecklenburgischen Geschichts- und Altertumsvereins. Ein Rückblick auf der Festsitzung am 22. Juni 1935. In: Mecklenburgische Jahrbücher. Band 99, 1935, S. 239–260. (Volltext).